# Ryasjön (Långaryds socken, Småland, 632900-135027)
Ryasjön är en sjö i Hylte kommun i Småland och ingår i Nissans huvudavrinningsområde.